# Indianerbyer brændt af siouxer
Flere stammer på den nordamerikanske prærie så deres byer af jordhytter sat helt eller delvis i brand af fjendtlige siouxer. Både mandaner, hidatsaer og arikaraer i North Dakota samt pawnees i Nebraska oplevede at få deres hjem ødelagt i brande påsat af forskellige siouxer.
Et enkelt angreb af denne type er registreret at have fundet sted i 1780'erne, men ellers er det fra perioden 1834-1862, at der er viden om adskillige af sådanne overfald fra siouxers side, flest omkring Missouri-flodens løb i North Dakota.
Ved flere af angrebene blev grupper af kvinder og børn bortført, ligesom de angribende siouxer også ved mindst én lejlighed lykkedes med at stjæle et anseeligt antal ridedyr. Såvel de angribende siouxer som de forskellige forsvarende stammer erfarede, at visse af disse meget direkte angreb også medførte betydelige tab af krigere, og visse af de angrebne stammer valgte efterfølgende at flytte samme i større byer med andre byindianere fremfor usikkerhed ved at bo i små isolerede bysamfund. 
I sidste ende blev disse gensidige angreb dog stoppet af USA's myndigheder hen imod slutningen af 1800-tallet.

## Mandan-byen Double Ditch (32BL8)
Ifølge mandanerne blev mandan-byen Double Ditch på østsiden af Missouri-floden i North Dakota angrebet og stukket i brand af siouxer engang efter 1780:191  – enten af yanktoner:100  eller yanktonaier.:37  Byen kaldes Yellow Earth Village eller Yellow Bank Village af mandanerne selv. Arkæologer har registreret byen som arkæologisk fund (32BL8). En nylig koppe-epidemi:27  havde reduceret byens befolkning af nuptadi-mandaner og svækket indbyggernes evne til at forsvare både den og nærområdet mod ekspansions-lystne siouxer.:557 
Byen mistede flere folk under selve angrebet. I den følgende afbænding af jordhytterne gik de hellige genstande brugt i Old Woman Who Never Dies-ceremonien tabt.:191  Byens tre "skildpaddetrommer" anvendt i stammens okipa-ceremoni skabte mirakuløst vand, der beskyttede dem mod flammerne, så kun båndene med ørnefjer tog skade.:360 
Siouxerne bortførte en stor gruppe kvinder og børn; nogle af de sidstnævnte flygtede siden og tog hævn over siouxerne som voksne.:167  En kvinde indgik i et forhold med en af sine bortførere, og en søn endte med tiden som sioux-høvding. Hans særlige tilknytning til nuptadierne, hans mors folk, fredede denne division af mandan-stammen mod siouxernes angreb gennem en periode.:100 

## Hidatsa-byerne Amahami (32ME8) og Sakakawea (32ME11)
De to hidatsa-byer Amahami og Sakakawea på vestsiden af Missouri-floden midt i North Dakota faldt i siouxernes hænder i foråret 1834 og blev stukket i brand.:17  Hidatsaernes navn for Amahami er Scattered Village (Spredt By), fordi den set langt ude fra prærien gennem varm, flimrende luft blev delt op i særskilte lag.:152  Byen Sakakawea kaldes sådan efter Lewis og Clark-ekspeditionens shoshone-guide, der levede i byen,:341  men den betegnes Mountain Village på et kort tegnet af mandanen Sitting Rabbit i 1907.:159 
Angrebet fandt sted engang mellem den 18. april og den 18. maj.:17 Tidsrummet kan afgrænses, idet den indianer-interesserede tysker Maximilian zu Wied forlod området den førstnævnte dato, mens Francis A. Chardon ankom til Fort Clark som ny bestyrer af handelsstationen den sidste dato. Maximilian omtaler tre hidatsa-byer i beretningen om sin rejse i USA, mens Chardon kun omtaler én by i sin dagbog ført i Fort Clark, nemlig Big Hidatsa: Amahami og Sakakawea var blevet ødelagt i mellemtiden.:95 
Der var faldne på begge sider under kampen om byerne, men angriberne lykkedes til sidst med at stikke alle jordhytterne i brand. Amahami med awaxawi-hidatsaer bestod af cirka 18 hytter, mens Sakakawea med awatixa-hidatsaer var større med sine omkring 40 jordhytter.:94 
De fordrevne hidatsaer siges at have søgt tilflugt hos mandanerne fem kilometer syd for dem;:96  nyere undersøgelser tyder på, at de fleste siden flyttede op i den sidste og største af deres egne byer, Big Hidatsa.:133 
De to hidatsa-divisioner byggede aldrig mere små, separate og sårbare byer. De søgte sammen med andre byindianere for fælles beskyttelse:296  lige til USA stoppede indianernes indbyrdes kampe sidst i 1800-tallet.:202 

## Arikara-byen Fort Clark Village (32ME2)
Mens arikaraerne opholdt sig i en vinterby i januar 1839 ankom en stor krigsgruppe yanktoner til handelsstationen Fort Clark ved Missouri-floden i North Dakota.:180  Mindre end 200 meter fra fortet lå arikaraernes almindelige by med måske over 80 jordhytter.:544  Stammen havde overtaget byen (kaldet Mitutanka (en)) fra mandanerne, efter at en koppe-epidemi i 1837 havde efterladt de fleste hytter uden beboere.:95  Endnu en stor gruppe yanktoner ankom til Fort Clark den næste dag, den 8. januar, for at bytte bisonhuder og bæverskind.:181 
Før daggry den 9. januar vågnede folkene i fortet ved siouxernes postyr udenfor palisaden, og de så alle jordhytterne i arikara-byen stå i flammer.:181 
Næste dag sendte fortet et par mænd med besked om det skete til arikaraerne i vinterbyen. To dage senere vendte budbringerne tilbage. Arikaraerne havde modtaget nyheden med en vis ro, idet de erklærede, at de nok skulle vide at hævne sig.:181 
Arikaraerne genopbyggede byen og boede der de næste 22 år. I 1861 søgte de 40 kilometer nordpå, og året efter startede de byggeriet af Star Village.:40 
At sætte ild til jordhytter var et kendt aspekt af indiansk krigsførelse på prærien og ikke noget nyt for arikaraerne: Arkæologer har udgravet en mindre 1700-tals arikara-by omgivet af to forsvarsgrøfter,:3  Larson på østsiden af Missouri-floden i det nordlige South Dakota, hvor de fandt skeletterne af 71 dræbte byboere. Af de mange ofre lå 61 i jordhytter, der var blevet stukket i brand kort efter kampen.:101  Det er umuligt at sige, hvem angriberne var.

## Pawnee-høvding Blue Coats by
Op mod 300 beredne brulé-:53  og oglala-lakotaer:503  angreb pawnee-høvding Blue Coats by ved Plum Creek i Nebraska om morgenen den 27. juli 1843. Mindre end to kilometer vestpå lå en presbyteriansk missions-station med frit udsyn til byen,:656  der lige var blevet grundlagt året før af south band pawnees.:20 
Lakotaerne, angiveligt anført af Tall Bull:186  og Iron Sheel,:154  angreb skiftevis i mindre grupper for at kunne gennemride byens passager på næsten udhvilede heste. Klokken otte havde de kontrol over en del af byen, og de begyndte at stikke jordhytterne i brand. Indbyggerne fik hjælp fra fjernere pawnee-byer ved Loup River (en) op ad formiddagen, og omkring middag trak angriberne sig tilbage. Lakotaerne bortførte en gruppe tilfangetagne kvinder og børn og slap samtidig væk med næsten 200 af byens heste.:186 
Mindst 67 pawnees var dræbt, heriblandt høvding Blue Coat, mens 20 eller flere var såret. Tyve jordhytter eller praktisk talt den halve by var ødelagt i branden. Folk fra missions-stationen beså kamppladsen senere på dagen og anslog tabet af ridedyr og omfanget af ødelæggelserne til at løbe op i mindst 8.000 dollars.:657  Lakotaerne havde angiveligt mistet op mod 40 krigere under kampen, og stammen forsøgte sig ikke siden med sådanne direkte og højst risikable angreb på fuldt befolkede pawnee-byer.:186  (Da en gruppe indianere, angiveligt lakotaer, brændte mange jordhytter i en pawnee-by i sommeren 1845, drog den fordel af indbyggernes fravær under pawnee-stammens traditionelle sommerjagt ude på prærien.):308 
Folkene i Blue Coats by søgte først tilflugt i chawi-pawneernes hovedby ved Platte River. I efteråret søgte de fælles sikkerhed hos skidierne ved Loup River omkring seks kilometer vest for missions-stationen.:21  Næste år gravede indbyggerne en halvanden meter bred grøft rundt om det meste af byen og byggede en knap en meter høj mur af græstørvene på grøftens indvendige side som værn mod angreb.:27  Pawneerne genopbyggede aldrig byen ved Plum Creek:32  (senere navngivet Council Creek (en)).:20 
Krigere fra en række lejre havde deltaget i det massive angreb på pawneerne, og erobringen af den halve by er registreret i flere af lakotaernes vintertællinger.:503  Minneconjou-lakotaen Wind-Roan Bears vintertælling nævner direkte afbrændingen af en jordhytte, hvori lakotaerne fandt en af cheyennernes fire hellige pile, som disse havde mistet under et angreb på pawneerne flere år før.:21  Pawneerne betegner forsvaret af deres hjem i 1843 som "Slaget om den brændte by".:33 

## De tre stammers by Like-a-Fishhook Village (32ML2)
I slutningen af 1862 levede både mandanerne, hidatsaerne og arikaraerne ("De tre stammer") i fællesskab i Like-a-Fishhook Village ved Missouri-floden i North Dakota. Byen stod tom i december, idet indbyggerne opholdt sig i vinterbyer i de træbevoksede floddale ved Missouri-floden. Ved siden af byen lå de hvides handelsstation Fort Berthold II.
Fortet og dets ansatte blev angrebet af en gruppe siouxer en uges tid før nytår. Under kampen brændte angriberne en ældre og forladt handelsstation, Fort Berthold I,:119  ligesom de satte ild til flere af indianerbyens mange jordhytter.:28  Samtidig erobrede de majs og andet fra byens forrådsgruber.:97  Hidatsaernes andenhøvding Poor Wolf var én af dem, der mistede sin jordhytte i branden og en del af indholdet i familiens underjordiske depoter.:10 
De hvide handelsfolk slog først angrebet tilbage med hjælp fra byindianerne, der havde opdaget røgskyerne og greb ind i kampen på afgørende vis.:119 